# 中部航空

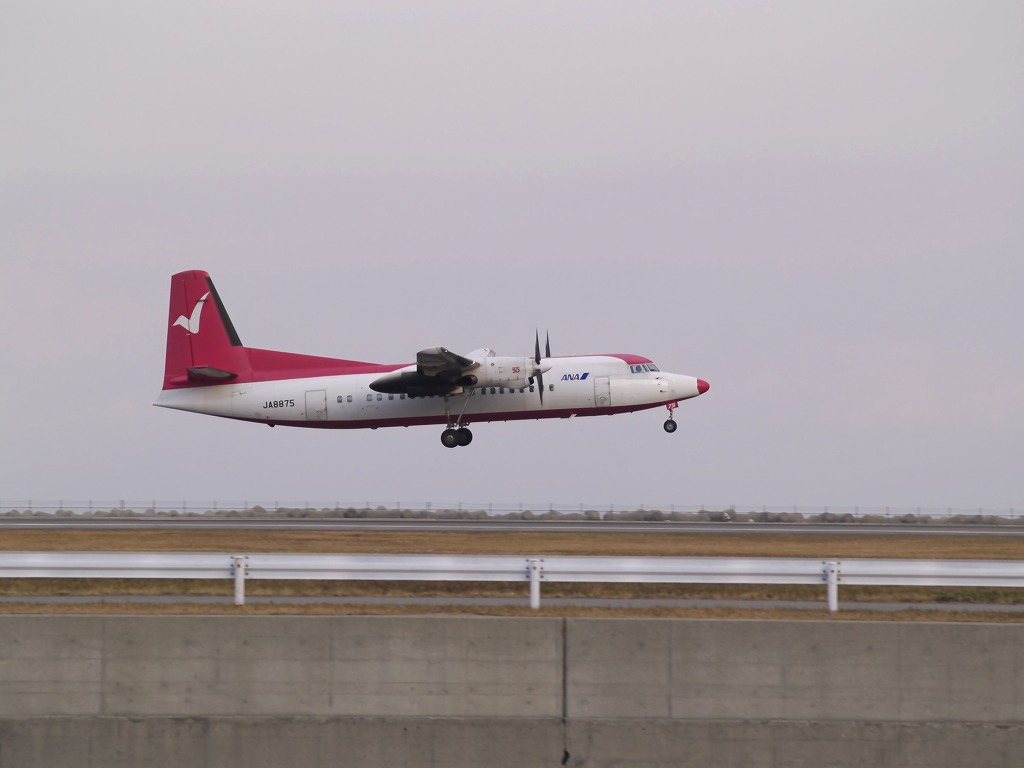
一架使用中部航空舊塗裝的福克50客機。2005年12月時攝於大分機場。

中部航空股份有限公司（日語：エアーセントラル株式会社）是一家以中部國際機場為基地、已因合併而消失的日本國內線航空公司。成立於1988年，最初稱為中日本航空服務（日語：中日本エアラインサービス），是名古屋鐵道與全日空的合資企業，2004年時全日空持股超過半數，正式成為全日空集團的子公司，並於2005年時配合中部國際機場的啟用，更名為中部航空。
2010年10月1日，中部航空和Air Next併入同屬全日空集團的日本航空網絡後，改名成為現在的全日空之翼（ANA Wings）。

## 機隊
在2010年9月公司合併前夕所擁有的機隊：
- 14架龐巴迪Dash 8（Q400）[1]- 自2005年起陸續啟用，是與關係企業日本航空網絡合資擁有

已退役機型
- 3架福克F50 - 2009年2月1日退役

## 外部連結
- 中部航空網站

1. ↑  『日本の旅客機2007-2008』（2007年、イカロス出版、ISBN 978-4-87149-979-8）88p